# RMS Majestic (1914)
RMS Majestic, prvotno imenovan kot SS Bismarck, je bil čezoceanski potniški parnik, splovljen leta 1914 za nemško pomorsko družbo Hamburg America Line. S tonažo 56.551 ton je bila največja ladja na svetu, do leta 1935, ko jo je presegel francoski SS Normandie.
Bila je tretja in največja od treh ladij nemškega HAPAG Line, njeno opremljanje pa se je zavleklo zaradi prve svetovne vojne. Ladja nikoli ni plula pod nemško zastavo, razen na njenih testiranjih na morju leta 1922, saj so jo po vojni dali Veliki Britaniji kot del nemške vojne odškodnine. Ladjo je kupila britanska družba White Star Line in jo iz Bismarck preimenovala v Majestic. Postal je druga ladja z imenom "Majestic", prva je bila RMS Majestic iz leta 1889. Majestic je v dvajsetih letih 20. stoletja plul na čezatlantskih poteh in odlično služil za družbo White Star Line, vendar ga je velika gospodarska kriza od leta 1930 vedno bolj prizadela. V prvi polovici tridesetih let se je ladja uspela boriti proti novim tekmecem, preden je bila prodana za razrez v ladjedelnici Thos W. vendar jo je britanska Admiraliteta prevzela pred začetkom razstavljanja, potem ko je bil dosežen dogovor z družbo White Star Line in ladjedelnico Thomas Ward. Kot vadbena ladja HMS Caledonia je služila za kraljevo mornarico, preden je leta 1939 na krovu izbruhnil požar zaradi česar je delno potonila. Nato so jo dvignili iz vode in leta 1943 v celoti razstavili.

## Načrtovanje, gradnja ladje in zgodnja zgodovina
Bismarck je bil zgrajen v ladjedelnici Blohm & Voss v Hamburgu v Nemčiji. Gradnja ladje se je začela leta 1913, 20. junija 1914 pa je bila ladja splovljena. Ladjo je krstila grofica Hanna von Bismarck, vnukinja nemškega kanclerja iz 19. stoletja Otto von Bismarck. Med slovesnostjo splovitve ladje v morje je grofica Bismarck s težavo sama zlomila steklenico šampanjca, tako da jo je prepozno zamahnila, kaiser Wilhelm II pa je moral pomagati tako, da je hitro in pametno pograbil steklenico, ki je zgrešila ladijski trup, in jo vrgel sam, kar je končno povzročilo polom. Ladja naj bi bila vodilna v nemški družbi Hamburg America Line in največja od ladij razreda Imperator Alberta Ballina (Imperator, ki je kasneje postala RMS Berengaria, in Vaterland, ki je kasneje postala SS Leviathan). Bismarck naj bi bil enake velikosti kot Vaterland, tako v tonaži kot v dolžini, toda napačna komunikacija, da bo Cunardova RMS Aquitania večja, je povzročila, da je HAPAG zahteval dodatnih 1,8 metra dolžine, kar je povečalo njeno bruto tonažo. Aquitania je bila dejansko več kot 15 metrov krajša od Vaterlanda in Bismarcka.
Čeprav je bil Bismarck tretji v razredu Imperator, je bil najbolj podoben svojemu neposrednemu predhodniku SS Vaterlandu in je bila v bistvu nekoliko povečana različica te ladje. Med njo in prvim od treh, SS Imperatorjem, so bile pomembne razlike. Bismarck je imel skupno dolžino 291,4 m, širino 30,5 m in po njenih britanskih dokumentih o registraciji bruto tonažo 56.551 ton. Na ladji je bilo 11 palub od palube A do palube L (palube I ni bilo). Palubi J in K sta bili prisotna le na koncih ladje. Prečno je bila ladja razdeljena na 14 neprepustnih oddelkov. Tako kot njena sestrska ladja Vaterland je tudi kotel prevzel (uporablja se za odvajanje izpušnih plinov iz kotlov v dimnike), namesto da bi prišel skozi sredino širine ladje, razdeljen na dva dela in prišel na nasprotne strani osrednje črte ladje. Takojšen učinek je bil omogočiti dodelitev ogromnih javnih prostorov z dolžino in prostornino brez primere. Tradicionalno so prevzemi kotlov končali sredi velikih javnih prostorov in so veljali za glavno oviro za dobro proporcionalne prostore.
Ladjo Bismarck so poganjali štirje štirikraki propelerji, ki so jih poganjale Parsonove turbine z nepotrebnim pogonom. Osrednjo gred propelerske gredi je poganjala visokotlačna turbina, ki se je izpraznila do vmesne tlačne turbine, ki je poganjala sredinsko gred desnega boka. Ti dve turbini sta bili nameščeni v sprednjem neprepustnem prostoru. Izpušni plin iz vmesne turbine je bil enakomerno razdeljen in doveden v dve nizkotlačni turbini na zunanjih jaških, ki sta bili nameščeni v ločenem oddelku na krmi. Parne turbine so pri delovanju pri 180 vrt / min ustvarile približno 66.000 konjskih moči gredi (49.000 kW). Vsaka od nizkotlačnih turbin je tehtala 375 ton. Paro so v turbine pri 260 dovajali 48 kotlov Yarrow & Normand z vodno cevjo, nameščeni v štirih neprepustnih oddelkih. Kotli so imeli ogrevalno površino 20.000 kvadratnih metrov (20.000 m2), na njih pa je bilo vgrajenih 240 oljnih gorilnikov. Na palubi čolnov so bile nameščeni trije dimniki, le dva sprednja pa sta bila uporabljena za kurjenje premoga. Kot pri mnogih velikih ladjah, je tudi tretji dimnik služil za prezračevanje v strojnici. Bismarck je bil prvotno načrtovan za kurjenje premoga, vendar je bil med dokončanjem v ladjedelnici Blohm & Voss preurejen v nafto.
Po splovitvi ladje je opremljanje Bismarcka potekalo do začetka prve svetovne vojne konec julija 1914, ko se je upočasnilo in se je bistveno delo na ladji popolnoma ustavilo. Razen vzdrževalnih del na ladji ni bilo opravljeno veliko več dela, saj so pomorske prioritete ladjedelnice zasedale do leta 1918. Do konca vojne dimniki še niso bili nameščeni. Med vojno so medenine in bakrene komponente odstranjevali iz Bismarcka za strelivo. Potem, ko je bila v skladu z Versajsko pogodbo ladja dana Veliki Britaniji kot nemška vojna odškodnina, je še nedokončani ladji skupaj z Imperatorjem kupili družbi White Star Line in Cunard Line. Gradnja ladje se je nadaljevala po koncu prve svetovne vojne. Bismarck je nadomestil ladjo HMHS Britannic, ki je potonila novembra 1916, ko je v Egejskem morju zadela nemško morsko mino, medtem, ko je Imperator nadomestil ladjo RMS Lusitania,ki je potonila maja 1915, ko je ladjo ob irski obali torpedirala nemška podmornica U-20. 5. oktobra 1920 je na še nedokončanem Bismarcku med opremljanjem izbruhnil požar, ki je poškodoval del ladje. V času požara je bil na ladji dosežen znaten napredek in sumili so sabotažo delavcev ladjedelnice. V požaru je bilo poškodovanih tudi več drugih nemških ladij, ki naj bi jih predali. 
Po predaji Bismarcka družbi White Star Line, je White Star Line poslala ekipo delavcev iz ladjedelnice Harland & Wolff, da dokončajo ladjo. Marca 1922 je bilo poveljstvo ladje predano kapitanu Berthamu Hayesu, nekdanjemu kapitanu ladje RMS Olympic. Predaja ladje, čeprav ni bila prijazna, ni bila odkrita. Ko so prispeli kapitan Hayes in njegovi možje, so ugotovili, da so njihovi prostori nepopolni, medtem ko so bile kabine njihovih nemških kolegov popolnoma dokončane. V primeru kapitana Hayesa so njegove začasne prostore uporabljali za shranjevanje umivalnikol.
Bismarck je popoldne 28. marca 1922 odplul na svoja testiranja na morju pod poveljstvom kapitana Hansa Ruserja iz družbe Hamburg America Line. V ladjedelnici so ladjo dokončali v barvah družbe Hamburg-America in z imenom Bismarck na njenem premcu in krmi. Ko je naslednji dan ladja izplula iz pristanišča v Hamburgu, jo je v tišini opazovalo veliko število domačinov. Ko je plula po reki, se je čez noč zasidrala v Cuxhavenu in naslednji dan začela testiranja. Osnovna zahteva je bila, da ladja razvije 66.000 konjskih moči (49.000 kW), zato je tri ure plula po Severnem morju in nazaj. Na kratko je nasedla po odhodu iz Pagensanda v Schleswig-Holsteinu, a je bila 30. marca rešena in je nadaljevala s testiranji. Po še enem tednu dela na nastanitvi so britanski predstavniki sprejeli Bismarcka. V začetku aprila je v Hamburg prišel zakupljeni parnik z glavnino svoje nove britanske posadke, ki so jo prepeljali na krov na eni strani ladje, medtem ko so njeno nemško posadko odpeljali na drugo stran. Ob vkrcanju so moški začeli risati ime "Hamburg, Bismarck" in ga nadomeščati z "Liverpool, Majestic." Tudi dimniki so bili prebarvani v barve družbe White Star Line. Majestic je iz Hamburga izplul 9. aprila 1922 in v Southampton priplul naslednji dan, 10. aprila ob 9.00. Kot zanimivost, natančno deset let prej, je RMS Titanic istega dne, tri ure kasneje na svojem prvem potovanju, zapustil Southampton. Družba White Star Line je nato dokončno in uradno ladjo preimenovala iz Bismarck v Majestic. 

## Kariera
Majestic je bil premeščen na čezatlantsko pot med Southamptonom in New Yorkom. Na svojo prvo čezatlantsko plovbo je ladja odplula 11. maja 1922 ob 11:30 pod poveljstvom kapitana Hayesa. V New York je Majestic priplul 15. maja, priplul je v 5 dneh, 14 urah in 45 minutah s povprečno hitrostjo 22,69 vozla (42,02 km / h; 26,11 mph). Ker je bila ladja tako velika, je morala ob prihodu 41 metrov svoje dolge krme postaviti v reko Hudson, saj takrat newyorški pomol še ni bil dovolj dolg, da bi lahko sprejel celo dolžino ladjo. Na svojem prvem povratnem čezatlantskem potovanju je Majestic v 5 dneh, 9 urah in 42 minutah plul iz New Yorka (lučka Ambrose Channel Lightship) do Eddystone Light, oddaljene 3.139 navtičnih milj (5.813 km; 3.612 milj), hitrost 24,2 vozla (44,8 km / h; 27,8 mph).
4. avgusta 1922 je Majestic priplul v Southampton in njegova posadka je bila obveščena, da bodo naslednji dan odšli v Cowes, kjer jih bosta obiskala britanska monarha George V in Queen Mary. Ponoči je bila ladja očiščena, naslednji dan pa je prispela v Cowes ob 9:00. Kmalu po prihodu je s kraljevskega standarda prispel "yeoman Signals" z Royal Yacht. Obisk s kraljem in kraljico je prispela kmalu po 11.00 zjutraj in Royal Standard je bil pokvarjen na glavnem jamboru, ko so se obiskovalci vkrcali. Kraljevske goste je sprejel Harold A Sanderson - predsednik Mednarodne trgovske marine, lastniki družbe White Star Line in kapitan Majestica; Bertram Hayes. Dobili so pregled ladje, ki je trajala uro in pol, kjer so pregledali glavne javne prostore in tri razrede nastanitve, preden so bili postreženi s kosilom na palubi B. Obisk vladajočega monarha na trgovski ladji je v tistem času veljal za veliko čast. George V je bil mornariški častnik, dokler ga smrt njegovega brata ni postavil v neposredno nasledstvo in se ni zanimal za trgovsko Marino. 
Ladja je služila kot vodilna ladja družbe White Star Line med letoma 1922 in 1934. Po prvem potovanju maja 1922 je Majestic postal ena izmed najbolj priljubljenih linijskih ladij in leta 1923 je prepeljal več potnikov kot katera koli druga atlantska ladja. V letih 1924, 1926, 1928 in 1930 je prepeljal več potnikov kot njune sestrske ladje. Ladja si je prislužila ljubeč vzdevek "Čarobna palica".
Zaradi strukturne okvare na zgornjem delu je decembra 1924 Majestic utrpel 30-metrsko razpoko in je bila trajno popravljena in okrepljena vzdolž palube B, preden se je aprila 1925 vrnil v čezatlantsko službo. Majhne razpoke so opazili tudi na njeni sestrski ladji Leviathan približno v istem času, vendar so bila izvedena le manjša popravila in pet let pozneje je razvila podobno 100-metrsko razpoko.
Leta 1925 je ladja preplula pot proti vzhodu s hitrostjo 25 vozlov, kar je bilo najhitreje, kar ji je kdaj uspelo, in hitreje kot najboljši trud ene od sestrskih ladij. Vendar je imela njena starejša sestrska kadja Leviathan pogosto vsako leto nekoliko višjo povprečno hitrost kot Majestic.
Leta 1928 so Majestic v veliki meri prenovili in posodobili ter istega leta doživeli velik razcvet seznamov potnikov, vendar se je število leta 1929 nekoliko zmanjšalo, nato pa se je leta 1930 začela velika gospodarska kriza, kar je privdelo do rekreacijskega križarjenja od New Yorka do Halifaxa na Novi Škotski. 
Berengaria in Majestic sta ostala v skupni lasti Cunarda / White Star Line do leta 1932, ko je Cunard odpovedal sporazum o skupnem lastništvu.                                   
Leta 1934 je ladjo Majestic med plovbo v Severnem Atlantiku zadel visok val, ki je zadel ladijski most in  poškodoval prvega častnika ter zadnjega predsednika družbe White Star Line, Edgarja J. Tranta, ki je bil en mesec v bolnišnici in od takrat ni več potoval z ladjo. 
Tudi leta 1934 je Majestic postal prva komercialna ladja, ki se je zanj uporabljalo novo zgrajeno pristanišče King George V Graving.
Po združitvi družb White Star Line in Cunard Line leta 1934 je Majestic služil novi družbi do leta 1936.  Leta 1935 je bilo napovedano, da se bo njena sestrska ladja Berengaria najprej upokojila po več požarih na krovu, ki so jih povzročili prvotni kabli, in Cunard se je prepiral z ameriškim odborom za trgovino, ki je izjavil, da ladja ni več primerna za ameriške potnike, vendar je bila odločitev spremenjena in Majestic je bil namesto tega upokojen.

## HMS Caledonia
Potem, ko je bil Majestic nekaj časa zasidran v Southamptonu, je bil 15. maja 1936 prodan za razrez podjetju Thos W Ward. Ker pa je v prvotnem sporazumu določil, da je vojna nagrada, ki jo je White Star Line izročil kot nadomestilo za izgubljeno tonažo, je ni bilo mogoče prodati podjetju Thos W. Ward, zato je bila ustanovljena borza, kjer so bile ladje kot nadomestilo za ekvivalentno vrednost ostankov. Julija 1936 je bil Majestic preurejen v ladjo za usposabljanje slikarjev in umetnikov in preimenovanje v HMS Caledonia.
Preurejanje Majestica so izvedli v Southamptonu in je vključevalo krajšanje njenih jamborov in dimnikov, da je ladja lahko šla pod most Forth, ter zmanjšano število reševalnih čolnov.
8. aprila 1937 je Caledonia odplula iz Southamptona v novo bazo v Rosythu, 23. aprila 1937 pa je bila naročena z zmogljivostjo 1.500 pripravnikov. Predelava ladje je pomenila, da je bilo na krovu lahko nastanjenih 100 častnikov, 180 glavnih podčastnikov in podpodčastnikov, 300 ladijskih čet, 1500 mornarjev in 500 vajencev za obrt. Konec leta 1937 je bilo v ladijskih knjigah 800 mornarjev in 230 vajencev. Na vrhuncu svoje poklicne kariere v letih 1938–1939 so bile njene knjige polne.
Po začetku druge svetovne vojne leta 1939 so bili pripravniki z ladje preseljeni na kopno, ladijski privez pa izpraznjen za pomorsko uporabo. Caledonia je bila začasno zasidrana v Firth of Forth do odločitve o njenem razrezu.
29. septembra 1939 je na krovu Caledonie izbruhnil požar, ki se je hitro razširil po ladji zaradi česar se je ladja prevrnila na bok in potonila ob svojih privezih. Razbitina je bila marca 1940 prodana podjetju Thos W. Ward za razrez, vendar so šele 17. julija 1943 potopljeno razbitino Caledonie dvignili iz morja in jo od vlekli v ladjedelnico na razrez. Ladijski zvon iz ladijske opazovalnice na jamborju, je bil pozneje postavljen v zvonik cerkve sv. Nikolaja v Derehamu.